# Ko Ikeda
Ko Ikeda (escritura japonesa: 池田 航 (Ikeda Ko); Kanagawa, Japón, 4 de julio de 2001) es un futbolista japonés que juega como defensa en el Yokohama F. Marinos de la J1 League de Japón.

## Clubes
| Club                | País  | Año   |
| ------------------- | ----- | ----- |
| Yokohama F. Marinos | Japón | 2019- |